# Narcís Jeroni Puig
Narcís Jeroni Puig (? - ?) fou un organista gironí de la col·legiata de Sant Feliu de Pallerols i escrivà de la cúria eclesiàstica entre els anys 1656 i 1669.
Puig va ocupar de forma interina el magisteri de l'orgue a la catedral de Girona fins al nomenament d’un nou titular. A Molina el succeí l’olotí Joan Verdalet, mestre de capella de l'Església de Sant Esteve d’Olot el 1650. El seu germà Agustí hi cantava com a tenor agut.